# Grube Teut

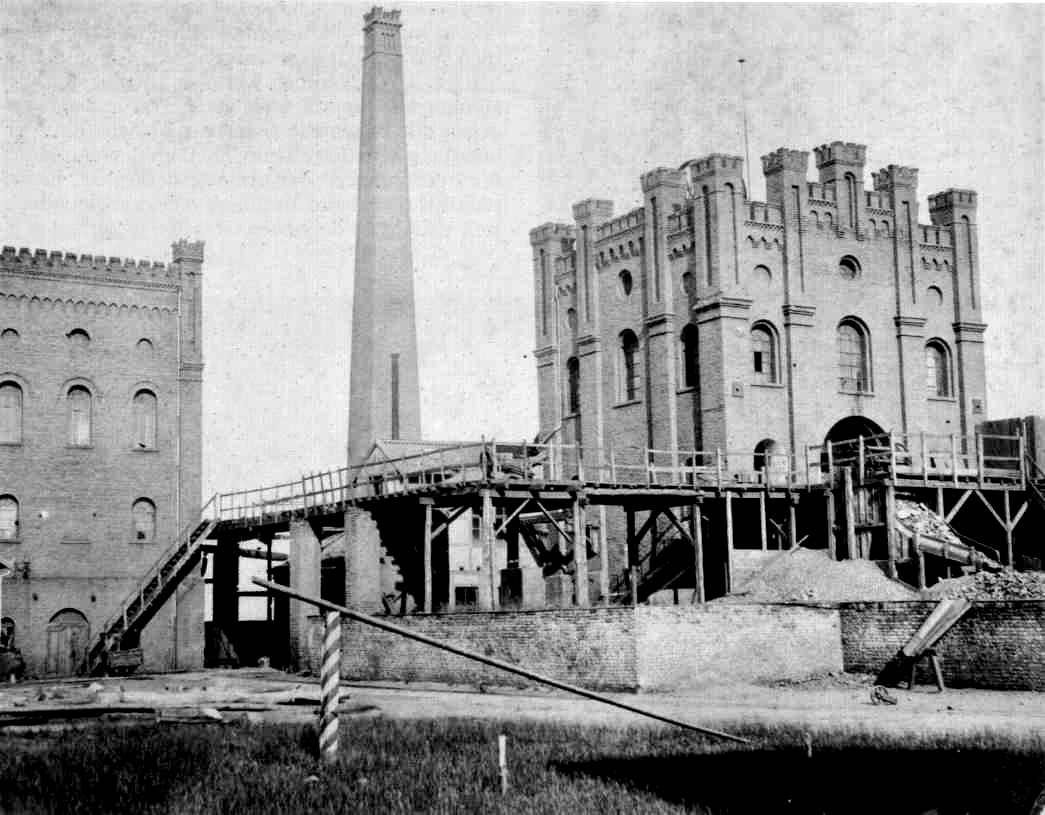
Malakow-Turm der Grube Teut um 1880

Die Grube Teut war eine Steinkohlezeche zwischen Schweilbach und dem Würselener Stadtteil Morsbach im Aachener Revier. 

## Geschichte
1685 ließ die Stadt Aachen an der Teutermühle an der Wurm ein Pumpenwerk errichten und nach Kohle graben. 1772 arbeiteten hier 68 Bergleute. Allerdings wurde das Bergwerk unrentabel und deshalb zur Zeit der französischen Besatzung stillgelegt. 
Die Stadt Aachen beantragte 1826 eine neue Konzession für die Grube, die schließlich 1851 erteilt wurde. Aufgrund finanzieller Schwierigkeiten verkaufte die Stadt Aachen die Konzession 1862 an den Unternehmer Karl Theodor Kuckhoff. Dieser verkaufte sie wiederum an den Fabrikanten Gerhard Lehm. 1864 nahm man die Förderung wieder auf. Die neue Grube war nicht mehr am Wurmufer, sondern oberhalb des Wurmtals im heutigen Stadtteil Schweilbach errichtet worden. 
Bereits 1866 förderte die Grube über 20.000 Tonnen Steinkohle, ein Jahr später sogar 30.000 Tonnen. Sechs Jahre später erwarb die "Vereinigungsgesellschaft für Steinkohlenbau im Wurmrevier" das Bergwerk. Die Grube Teut besaß zwei Schächte, einen Förder- und einen Wetterschacht. Über dem auf 270 Meter abgeteuften Förderschacht wurde ein massiver Malakow-Turm errichtet. Die höchste Fördermenge erreichte die Grube 1896 mit rund 120.000 Tonnen. In dieser Zeit besaß sie Gleisanschlüsse an die Bahnstrecke Aachen Nord–Jülich und die Straßenbahn Aachen.
1904 wurde die Grube geschlossen und die Förderung unter Tage zur benachbarten Grube Gouley verlagert. Die Übertageanlagen wurden in den Folgejahren abgerissen. Auf der Fläche im Bereich der heutigen Teutstraße entstanden Wohnhäuser.